# نهائي دوري أبطال العرب 2009
نهائي دوري أبطال العرب 2009 كانت مباراة كرة قدم أقيمت يوم السبت 21 مايو 2009. كان هذا هو النهائي السادس لدوري أبطال العرب. المباراة النهائية كمباريات على أرضه وخارجه، وتم التنافس عليها بين الترجي التونسي والوداد البيضاوي المغربي.

## تفاصيل المباراة
جرئ نهائي دوري أبطال العرب 2009 مباريات الذهاب والإياب في 9 مايو في استاد محمد الخامس، الدار البيضاء، المغرب، في 21 مايو في ستاد 7 نوفمبر، راديس، تونس.
| الفريق الأول         | إجم. | الفريق الثاني          | مباراة الذهاب | مباراة الإياب |
| -------------------- | ---- | ---------------------- | ------------- | ------------- |
| نادي الوداد (المغرب) | 1–2  | الترجي الرياضي التونسي | 0–1           | 1-1           |

## المباراة الأولى
| نادي الوداد (المغرب) | 0 – 1                 | الترجي الرياضي التونسي                                |
| -------------------- | --------------------- | ----------------------------------------------------- |
| يونس المنقاري 45+2'  | Report باللغة العربية | مايكل إنرامو 30' · خالد القربي 58' · وجدي بوعزي 90+2' |

| نادي الوداد (المغرب) | الترجي الرياضي التونسي |

### المباراة الثانية
| الترجي الرياضي التونسي    | 1 – 1 | نادي الوداد (المغرب)                                                |
| ------------------------- | ----- | ------------------------------------------------------------------- |
| أسامة الدراجي 89' (ركلة.) |       | عبد الصمد رفيق 66' (ركلة.) · مصطفى بيضوضان 75' · فوزي البرازي 90+4' |

| Espérance Sportive de Tunis | نادي الوداد (المغرب) |